# 小行星6921
小行星6921（英語：6921 Janejacobs）是一颗围绕太阳公转的小行星。1993年5月14日，上田清二、金田宏在钏路市发现了此天体。
这颗小行星的绝对星等为248.913263365953等。